# Бои за Селидово
Бои за Селидово — бои между ВС РФ и ВСУ во время вторжения России на Украину, начавшиеся 27 августа 2024 года и закончившиеся 29 октября 2024 захватом города российскими войсками.

## Предыстория
После того, как наступление ВС РФ на Покровск замедлилось, Селидово стало основной точкой наступления России на юге Украины.
По информации Meduza от 23 августа, ВС РФ неожиданно поменяли направление основного удара с Покровска на юг — в сторону городов Курахово и Селидово, через которые снабжается Угледар, районы Марьинки и Красногоровки.
Селидово представляло угрозу для подразделений ВС РФ, наступающих на Покровск со стороны занятых в августе и сентябре 2024 года Новогродовки и Гродовки, так как ВСУ могли нанести по российским войскам фланговый контрудар, что значительно тормозило наступление ВС РФ под Покровском.

## Ход событий
27 августа 2024 года ВС РФ заняли Новогродовку. Начались бои за Селидово.
28 августа, по информации российских военных блогеров, в ходе боёв за Селидово ВС РФ взяли под контроль трассу Покровск — Курахово, являющуюся одной из основных логистистических магистралей Донецкой области.
К концу августа украинское командование перебросило на угрожающий участок подкрепления, в том числе, бригаду «Кара-Даг» Национальной гвардии, 12 бригаду «Азов» и 93 механизированную бригаду, что позволило ВСУ проводить небольшие контратаки, основным эффектом которых стало незначительное отбрасывание подразделений ВС РФ, что замедлило их продвижение на Селидово и вынудило начать тактические операции вдоль линии Селидово-Украинск-Горняк для защиты выступа от контратакующих действий ВСУ.
15-я бригада оперативного назначения «Кара-Даг» Нацгвардии Украины, переброшенная под Селидово, 1 сентября около Михайловки отбила атаку российского подразделения.
15—16 сентября продолжались попытки ВС РФ окружить Украинск с севера и юга. Российские подразделения также продвинулись в северной части Желанного Первого. ВСУ восстановили позиции в западной части Михайловки (юго-восточнее Покровска). Линия фронта в районе Селидово стала проходить по железнодорожной линии между Михайловкой и Селидово.
К 10 октября российские войска продвинулись к заводу железобетонных изделий к востоку от Селидово.
К 17 октября российские войска, действовавшие к юго-востоку от Покровска, продвинулись вдоль ветрополосы к юго-западу от Селидово.
20—21 октября ВС РФ вышли на окраины Селидово, а также пересекли реку Волчья в Зоряном и продвинулись в центр этого населенного пункта, чтобы оттуда атаковать в сторону Горняка.
22—23 октября ВС РФ с боями продвинулись с севера, северо-востока и востока к центру Селидово, а также захватили Измайловку (к юго-востоку от Селидово). Российские войска также продвинулись на северо-восточной окраине Новоселидовки (к западу от Измайловки и к югу от Селидово) и в полях к северо-западу от Цукурино.
Согласно заявлению тесно связанного с Минобороны Украины OSINT-проекта Deep State, 25 октября 2024 года ВС РФ вышли в тыл к частям ВСУ, обороняющим Селидово.
27 октября издание Polskie Radio сообщило о том, что Генеральная прокуратура Украины инициировала расследование по поводу вероятного расстрела российскими военными автомобиля с мирными жителями, один из них получил ранения. Уголовное дело было возбуждено на основании опубликованного видео. Также СМИ сообщили об убийстве двух гражданских жительниц. Согласно предположениям Генпрокуратуры Украины, убийства произошли после того, как территория, на которой были обнаружены тела, была занята противником.
27 октября The Independent сообщил, что по информации Deep State, ВС РФ заняли восточные районы Селидово, а центр остаётся в «серой зоне».
27 октября 2024 года Институт изучения войны на основании геолоцированных кадров сообщил о продвижении ВС РФ в центр Селидово.
28 октября 2024 года украинский OSINT-проект DeepState сообщил о контроле ВС РФ над значительной частью Селидово. Однако к утру 28 октября весь город занят не был. DeepState также опубликовал видео, на котором военнослужащие России находятся в здании городской администрации Селидово.
Институт изучения войны на основе геолоцированных кадров от 27 и 28 октября сообщил что, ВС РФ продвинулись севернее Селидово, а также в центр посёлка городского типа Вишнёвое.
29 октября 2024 года Министерство обороны РФ заявило о том, что военнослужащие группировки войск «Центр» полностью заняли Селидово.
30 октября взятие города Селидово ВС РФ было окончательно подтверждено.

## Оценки
По мнению издания «Политика страны» (Украина) от 28 октября 2024 года, захват российскими войсками Горняка и Селидово может дать возможность российским подразделениям обойти с западной стороны Курахово, очень важный узел обороны фронта, расположенного юго-западнее Донецка.